# Crocus carpetanus
Crocus carpetanus é uma espécie de planta com flor da família Iridaceae. É nativa de Portugal e Espanha.
Tem com habitat terrenos cultivados.